# Ciclisme als Jocs Olímpics d'Estiu de 1932 - Quilòmetre contrarellotge
La competició del quilòmetre contrarellotge fou una de les quatre proves del programa olímpic de ciclisme en pista dels Jocs Olímpics d'Estiu de Los Angeles de 1932. La competició es va disputar l'1 d'agost de 1932, amb la presència de 9 ciclistes procedents de 9 nacions diferents. La cursa consistia en un esprint de 1.000 metres.
La competició consistia en una contrarellotge a la pista, on cada ciclista competia individualment per intentar aconseguir el millor temps. Cada ciclista corria un quilòmetre amb la sortida parada.

## Medallistes
| Or              | Plata                | Bronze                   |
| Dunc Gray (AUS) | Jacobus Egmond (NED) | Charles Rampelberg (FRA) |

## Resultats
| Posició | Nom                | País          | Volta 1 | Volta 2 | Temps  | Notes |
| ------- | ------------------ | ------------- | ------- | ------- | ------ | ----- |
| 1       | Dunc Gray          | Austràlia     | 27.7    | 52.5    | 1:13.0 | OR    |
| 2       | Jacques van Egmond | Països Baixos | 30.2    | 54.6    | 1:13.3 |       |
| 3       | Charles Rampelberg | França        | 27.9    | 52.4    | 1:13.4 |       |
| 4       | William Harvell    | Regne Unit    | 28.6    | 54.3    | 1:14.7 |       |
| 4       | Luigi Consonni     | Itàlia        | 27.9    | 53.2    | 1:14.7 |       |
| 6       | Lew Rush           | Canadà        | 28.1    | 54.1    | 1:15.6 |       |
| 7       | Harald Christensen | Dinamarca     | 29.5    | 55.0    | 1:16.0 |       |
| 8       | Bernard Mammes     | Estats Units  | 29.0    | 56.0    | 1:18.0 |       |
| 9       | Ernesto Grobet     | Mèxic         | 31.9    | 1:00.1  | 1:25.2 |       |